# Janus Hellemons
Adrianus 'Janus' Hellemons (Hoeven, 20 juli 1912 - Bleiswijk, 14 januari 1999) was een Nederlands wielrenner. Hij was professional tussen 1937 en 1939 met als belangrijkste prestatie het Nederlands kampioenschap van 1939. Hij behoorde ook tot de eerste Nederlandse deelnemers in de Tour de France. In 1938 werd hij 55e en daarmee rode lantaarndrager op meer dan 5 uur van winnaar Gino Bartali.
De Tweede Wereldoorlog gooide roet in het eten en Hellemons kon zijn wielerloopbaan niet meer voortzetten.

## Belangrijkste overwinningen
1937
- Dwars door Gendringen

1939
- Nederlands kampioen op de weg, elite

## Resultaten in voornaamste wedstrijden
| Jaar | Ronde van Italië | Ronde van Frankrijk | Ronde van Spanje |
| ---- | ---------------- | ------------------- | ---------------- |
| 1938 |                  | 55e (laatste)       |                  |
| 1939 |                  | 46e                 |                  |